# Richard Limo
Richard Kipkemei Limo (né le 18 novembre 1980 à Cheptigit, près d'Eldoret) est un athlète kenyan spécialiste des courses de fond qui a remporté le titre mondial du 5 000 mètres en 2001.

## Carrière sportive
Richard Limo débute l'athlétisme en 1997 en rejoignant un camp d'entrainement près de Cheptigit, sa ville natale. Il fait ses débuts sur la scène internationale lors des Championnats du monde de cross-country 1998 à Marrakech, terminant à la deuxième place de l'épreuve junior derrière l'Éthiopien Millon Wolde. Il établit la même année un nouveau record du monde junior du 3 000 mètres en 7 min 36 s 76 lors du Meeting Herculis de Monaco.
Le 10 août 2001, Richard Limo remporte la médaille d'or du 5 000 mètres des Championnats du monde d'athlétisme d'Edmonton en réalisant le temps de 13 min 00 s 77. Il établit cette même année ses meilleures performances sur 3 000 m (7 min 32 s 23 à Bruxelles) et sur 5 000 m (12 min 56 s 72 à Zürich).
En 2007, il termine deuxième du Marathon d'Amsterdam avec le temps de 2 h 06 min 45.

## Palmarès
| Date | Compétition                            | Lieu         | Résultat | Épreuve         |
| ---- | -------------------------------------- | ------------ | -------- | --------------- |
| 1998 | Championnats du monde de cross-country | Marrakech    | 2e       | Junior          |
| 1998 | Jeux du Commonwealth                   | Kuala Lumpur | 3e       | 5 000 m         |
| 1998 | Championnats d'Afrique                 | Dakar        | 2e       | 3 000 m steeple |
| 1999 | Championnats du monde de cross-country | Belfast      | 2e       | Junior          |
| 1999 | Jeux panafricains                      | Johannesburg | 6e       | 5 000 m         |
| 2000 | Jeux olympiques                        | Sydney       | 10e      | 5 000 m         |
| 2001 | Championnats du monde                  | Edmonton     | 1er      | 5 000 m         |
| 2002 | Championnats du monde de cross-country | Dublin       | 4e       | Cross long      |
| 2003 | Championnats du monde de cross-country | Lausanne     | 4e       | Cross long      |
| 2003 | Finale mondiale de l'athlétisme        | Monaco       | 2e       | 5 000 m         |

## Records personnels
- 1 500 mètres : 3 min 37 s 59 (1999)
- 3 000 mètres : 7 min 32 s 23 (2001)
- 5 000 mètres : 12 min 56 s 72 (2001)
- 10 000 mètres : 26 min 50 s 20 (2002)
- 3 000 mètres steeple : 8 min 20 s 67 (1998)
- Marathon : 2 h 06 min 45 s (2007)